# Macrohelodes montanus
Macrohelodes montanus es una especie de coleóptero de la familia Scirtidae.

## Distribución geográfica
Habita en Australia.